# Совет министров Российской империи
Совет министров Российской империи (рус. дореф. Совѣтъ министровъ Россійской Имперіи) — высший исполнительный орган власти Российской империи, созданный в новом виде именным Высочайшим указом от 17 октября 1905 года, в соответствии с которым Совет министров стал выполнять функции правительства. До этого являлся высшим органом государственной власти, возглавляемым императором.
Изначально, с 1861 года, существовал орган с таким же названием под председательством императора — наряду с Комитетом министров. Он рассматривал дела, которые требовали не только утверждения императора, но и личного его присутствия при их обсуждении. Заседания не были регулярными и назначались каждый раз императором.
После Февральской революции 1917 года был заменён Временным правительством.

## Состав
В Совет министров входили:
| Министерство                                        | Расположение министерства                                                | Министр                                                                        | Последний занимающий должность                                        | Последний занимающий должность | Последний занимающий должность             |
| Министерство                                        | Расположение министерства                                                | Министр                                                                        | Имя                                                                   | Портрет                        | Время пребывания в должности               |
| --------------------------------------------------- | ------------------------------------------------------------------------ | ------------------------------------------------------------------------------ | --------------------------------------------------------------------- | ------------------------------ | ------------------------------------------ |
| Совет министров                                     | —                                                                        | Председатель совета министров                                                  | князь Николай Дмитриевич Голицын                                      |                                | 9 января 1917 — 2 марта 1917               |
| Министерство внутренних дел                         | Дом 57, Набережная реки Фонтанки, Петроград                              | Министр внутренних дел                                                         | Протопопов, Александр Дмитриевич                                      |                                | 16 сентября 1916 — 13 марта 1917           |
| Министерство финансов                               | Дом 70-72, Набережная реки Фонтанки, Петроград                           | Министр финансов                                                               | Пётр Львович (Людвигович) Барк (с 1935 г. баронет Британской империи) |                                | 6 мая 1914 — 28 февраля 1917               |
| Министерство путей сообщения                        | Дом 117, Набережная реки Фонтанки, Петроград                             | Министр путей сообщения                                                        | Эдуард Брониславович Кригер-Войновский                                |                                | 28 декабря 1916 — 28 февраля 1917          |
| Министерство иностранных дел                        | Здание Главного штаба (дом 6/8), Дворцовая площадь, Петроград            | Министр иностранных дел, Хранитель Государственных печатей                     | Николай Николаевич Покровский                                         |                                | 30 ноября 1916 — 2 марта 1917              |
| Министерство юстиции                                | Дворец Шувалова (дом 1/25), Малая Садовая улица, Петроград               | Министр юстиции, Генерал-прокурор                                              | Николай Александрович Добровольский                                   |                                | 2 января 1917 — 13 марта 1917              |
| Военное министерство                                | Дом со львами (дом 1), Вознесенский проспект, Петроград                  | Военный министр                                                                | Михаил Алексеевич Беляев                                              |                                | 3 января 1917 — 1 марта 1917               |
| Министерство народного просвещения                  | Здание Министерства народного просвещения, Площадь Чернышёва, Петроград  | Министр народного просвещения                                                  | Николай Константинович Кульчицкий                                     |                                | 9 января 1917 — 13 марта 1917              |
| Министерство императорского двора и уделов          | Михайловский замок (дом 2), Садовая улица, Петроград                     | Министр императорского двора и уделов                                          | граф (до 21.02.1913 — барон) Владимир Борисович Фредерикс             |                                | 6 мая 1897 — 28 февраля 1917               |
| Морское министерство                                | Здание Главного адмиралтейства, 2-й Адмиралтейский остров, Петроград     | Морской министр                                                                | Иван Константинович Григорович                                        |                                | 19 марта 1911 — 28 февраля 1917            |
| Министерство торговли и промышленности              | Дворец Михаила Михайловича (дом 8), Адмиралтейская набережная, Петроград | Министр торговли и промышленности                                              | князь Всеволод Николаевич Шаховской                                   |                                | 18 февраля 1915 — 28 февраля 1917          |
| Министерство земледелия                             | Дом 13, Исаакиевская площадь, Петроград                                  | Министр земледелия и государственных имуществ, Главноуправляющий горной частью | Александр Александрович Риттих                                        |                                | 14 ноября 1916 — 28 февраля 1917           |
| Главное управление государственным здравоохранением | —                                                                        | Главноуправляющий государственным здравоохранением                             | Георгий Ермолаевич Рейн                                               |                                | 1 сентября 1916 — 28 февраля 1917          |
| Государственный контроль                            | Дом 76, Набережная Мойки, Петроград                                      | Государственный контролёр                                                      | Сергей Григорьевич Феодосьев                                          |                                | 30 ноября 1916 — 28 февраля 1917           |
| Обер-прокурор Святейшего Синода                     | Здания Сената и Синода, Сенатская площадь, Петроград                     | Обер-прокурор Святейшего Синода                                                | Николай Павлович Раев                                                 |                                | 12 сентября 1916 — 16 марта 1917           |
| Главное управление коннозаводства                   | —                                                                        | Главноуправляющий государственным коннозаводством                              | Павел Александрович Стахович                                          |                                | 28 июля 1915 — 3 января или 8 февраля 1917 |

## Председатели Совета министров

### 1-й период
1. Александр II (1857—1881)

### 2-й период
1. Витте, Сергей Юльевич (19 октября 1905 — 22 апреля 1906)
2. Горемыкин, Иван Логгинович (22 апреля — 8 июля 1906)
3. Столыпин, Пётр Аркадьевич (8 июля 1906 — 5 сентября 1911)
4. Коковцов, Владимир Николаевич (11 сентября 1911 — 30 января 1914)
5. Горемыкин, Иван Логгинович, повторно (30 января 1914 — 20 января 1916)
6. Штюрмер, Борис Владимирович (20 января — 10 ноября 1916)
7. Трепов, Александр Фёдорович (10 ноября — 27 декабря 1916)
8. Голицын, Николай Дмитриевич (27 декабря 1916 — 27 февраля 1917)

## История

### 1-й период

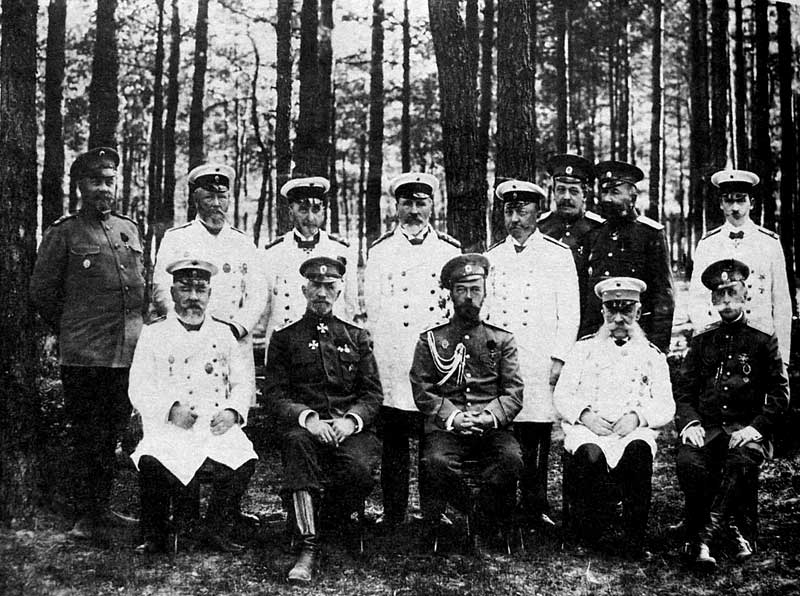
Совет министров в Ставке Верховного главнокомандующего, станция Барановичи, 14 июня 1915 года. В первом ряду: государственный контролёр
П. А. Харитонов; великий князь Николай Николаевич; император Николай II; председатель Совета министров
И. Л. Горемыкин; министр императорского двора и уделов генерал-адъютант граф В. Б. Фредерикс. Во втором ряду: министр внутренних дел князь Н. Б. Щербатов; министр путей сообщения С. В. Рухлов; министр иностранных дел
С. Д. Сазонов; главноуправляющий землеустройством и земледелием А. В. Кривошеин; министр финансов
П. Л. Барк; начальник Штаба Верховного главнокомандующего генерал от инфантерии
Н. Н. Янушкевич; управляющий Военным министерством генерал от инфантерии А. А. Поливанов; министр торговли и промышленности князь В. Н. Шаховской.

12 (24) ноября 1861 года в России был учреждён Совет министров как совещательный орган по общегосударственным делам. Неофициально Совет стал функционировать ещё с октября 1857 года, а первое его заседание состоялось 19 (31) декабря 1857 года.
Совет министров учреждался для «исключительного рассмотрения в Высочайшем присутствии Его величества» дел, требующих «общего соображения», т. е. относящихся к нескольким отраслям управления одновременно.
В состав Совета министров входили министры и приравненные к ним главноуправляющие ведомств, председатель Государственного совета и председатель Комитета министров, а также по особому назначению императора другие высшие чиновники. Председателем Совета являлся сам император, который мог вносить на его рассмотрение любые вопросы. Все дела докладывали Совету министры по принадлежности, а делопроизводство возлагалось на управляющего делами Комитета министров; собственной канцелярии Совет министров не имел. При всех заседаниях Совета присутствовал государственный секретарь, для представления по законодательным вопросам сведений из дел государственного совета. Заседания Совета министров не были регулярными и назначались каждый раз императором.
Рассмотрению в Совете подлежали: «виды и предположения к устройству и усовершенствованию разных частей, вверенных каждому Министерству и Главному управлению», «сведения о ходе работ по устройству и усовершенствованию...», первоначальные законодательные предположения с последующим внесением на рассмотрение Государственного совета; меры, требующие общего содействия разных ведомств, но не подлежащие рассмотрению в других высших государственных учреждениях; сведения о важнейших распоряжениях по каждому ведомству, требующих «общего соображения»; заключения комиссий, создаваемых императором для рассмотрения отчётов министерств и главных управлений.
С 1863 года число поступавших в Совет дел резко уменьшилось, он собирался всё реже, а после 11 (23) декабря 1882 года заседания и вовсе прекратились.

### 2-й период
19 октября (1 ноября) 1905 года согласно указу Николая II «О мерах к укреплению единства в деятельности министерств и главных управлений» была возобновлена деятельность Совета министров. Все министерства и главные управления объявлялись частями единого государственного управления.
Создание Совета министров в 1857—1861 годах не привело к появлению органа управления, способного устранить разрозненность и несогласованность в действиях министров и обеспечить хотя бы относительное единство деятельности центральных правительственных учреждений. Поскольку вся власть сосредоточивалась в руках Императора, дела решались в основном посредством представления на высочайшее усмотрение всеподданнейших докладов, объективно несовместимых с принципом коллегиальности в управлении.
В 1905 году, в связи с образованием Государственной думы, Совет министров был преобразован. На Совет теперь возлагалось «направление и объединение действий главных начальников ведомств по предметам, как законодательства, так и высшего государственного управления».
В состав Совета входили министры внутренних дел, финансов, юстиции, торговли и промышленности, путей сообщения, народного просвещения, военный, морской, императорского двора и уделов, иностранных дел, главноуправляющий землеустройством и земледелием, государственный контролёр и обер-прокурор Синода. Главы других ведомств участвовали в заседаниях Совета только при рассмотрении дел, непосредственно касавшихся компетенции их ведомств. Председателем Совета министров был не сам император, как это было ранее, а назначавшееся им лицо из числа министров.
Делопроизводство Совета министров велось его постоянной канцелярией (в XIX веке делопроизводство Совета министров вела канцелярия Комитета министров) во главе с управляющим делами Совета. Заседания Совета стали проводиться регулярно, несколько раз в неделю и фиксировались в специальных журналах.
К кругу ведения Совета министров относились: направление законодательных работ и предварительное рассмотрение предположений министерств, ведомств, особых совещаний, комитетов и комиссий по законодательным вопросам, вносившимся в Государственную думу и Государственный совет; обсуждение предложений министров по общему министерскому устройству и о замещении главных должностей высшего и местного управления; рассмотрение по особым повелениям императора дел государственной обороны и внешней политики, а также дел по Министерству Императорского двора и уделов. Помимо этого, Совет министров обладал значительными правами в области государственного бюджета и кредита.
Никакая, имеющая общее значение, мера управления не могла быть принята главами ведомств помимо Совета министров, однако из ведения Совета фактически были изъяты дела государственной обороны и внешней политики, а также дела Министерства Императорского двора и уделов — они вносились на рассмотрение Совета министров лишь по особым повелениям императора или главами этих ведомств. Вне компетенции Совета министров также находилась ревизионная деятельность Государственного контроля, Собственная Его Императорского Величества канцелярия и Собственная Его Императорского Величества канцелярия по учреждениям императрицы Марии.
В связи с упразднением Комитета министров в 1906 году, к Совету министров перешло большинство оставшихся за Комитетом функций (введение, продление и прекращение положений об усиленной и чрезвычайной охране, назначение местностей для водворения ссыльных, усиление личного состава Корпуса жандармов, полиции, надзор за городским и земским самоуправлением, учреждение компаний и др.). Позднее, в 1909 году, для рассмотрения этих «комитетских дел» был образован так называемый Малый Совет министров.
Совет министров прекратил свою деятельность 27 февраля (12 марта) 1917 года в ходе Февральской революции. Функции Совета министров как высшего органа государственного управления перешли к образованному 2 (15) марта 1917 года Временному правительству. Вместе с отречением от престола император Николай II подписал указ о назначении Георгия Львова председателем Совета Министров [2(15) марта 1917 года], но Временное правительство в своей декларации указало, что власть принимается от Временного комитета Государственной думы, оставив указ Николая без внимания.
Отдельные министры, назначаемые непосредственно монархом и ответственные исключительно перед ним, были независимыми главами соответствующих министерств. Они не несли ответственности ни перед председателем Совета министров, ни перед самим Советом. Последний был лишь координационным комитетом, а не органом, осуществляющим политическую программу, одобренную министрами. На любом заседании министры могли узнать, и часто узнавали, что один из их коллег был уволен государем от должности и заменен кем-то другим.